# Coppa Italia 1994-1995 (hockey su pista)
La Coppa Italia 1994-1995 è stata la 26ª edizione della principale coppa nazionale italiana di hockey su pista. La manifestazione si è conclusa il 12 febbraio 1995.
Il trofeo è stato conquistato dal Novara per la tredicesima volta nella sua storia.

## Risultati

### Final Four
La Final Four della manifestazione si sono disputate nei giorni 11 e 12 febbraio 1995 a Vercelli.

#### Tabellone
|  | Semifinali       | Semifinali       | Semifinali   |              |        | Finale | Finale | Finale |  |
|  |                  |                  |              |              |        |        |        |        |  |
|  | Novara           | Novara           | 3            |              |        |        |        |        |  |
|  | Novara           | Novara           | 3            |              |        |        |        |        |  |
|  | Amatori Lodi     | Amatori Lodi     | 2            |              |        |        |        |        |  |
|  | Amatori Lodi     | Amatori Lodi     | 2            |              | Novara | Novara | 3      |        |  |
|  |                  |                  |              |              | Novara | Novara | 3      |        |  |
|  |                  |                  | Roller Monza | Roller Monza | 2      |        |        |        |  |
|  | Amatori Vercelli | Amatori Vercelli | Roller Monza | Roller Monza | 2      | 1      |        |        |  |
|  | Amatori Vercelli | Amatori Vercelli |              |              |        |        |        |        |  |
|  | Roller Monza     | Roller Monza     | 3            |              |        |        |        |        |  |

#### Finale
| Vercelli 12 febbraio 1995 | Novara | 3 – 2 | Roller Monza | PalaPregnolato |